# Memobord
Een memobord is een communicatiemiddel. Het is een oppervlak waarop voor eenieder, die het memobord bekijkt, memo's, briefjes kunnen worden bevestigd. Veelal zijn dit berichten, mededelingen of notities die men onder de aandacht wil brengen van andere mensen die het memobord regelmatig bekijken.
Memo's zijn vooral terloops geschreven berichten die voor de lezers nuttig kunnen zijn. De bevestiging van de berichten gaat bijvoorbeeld met magneetjes, maar niet zoals op een prikbord met punaises. Een prikbord heeft dezelfde functie als een memobord, maar een memobord is steviger uitgevoerd.